# Augusta, Wisconsin
Augusta là một thành phố thuộc quận Eau Claire, tiểu bang Wisconsin, Hoa Kỳ. Năm 2000, dân số của thành phố này là 1460 người.